# Fazenda Crossgate

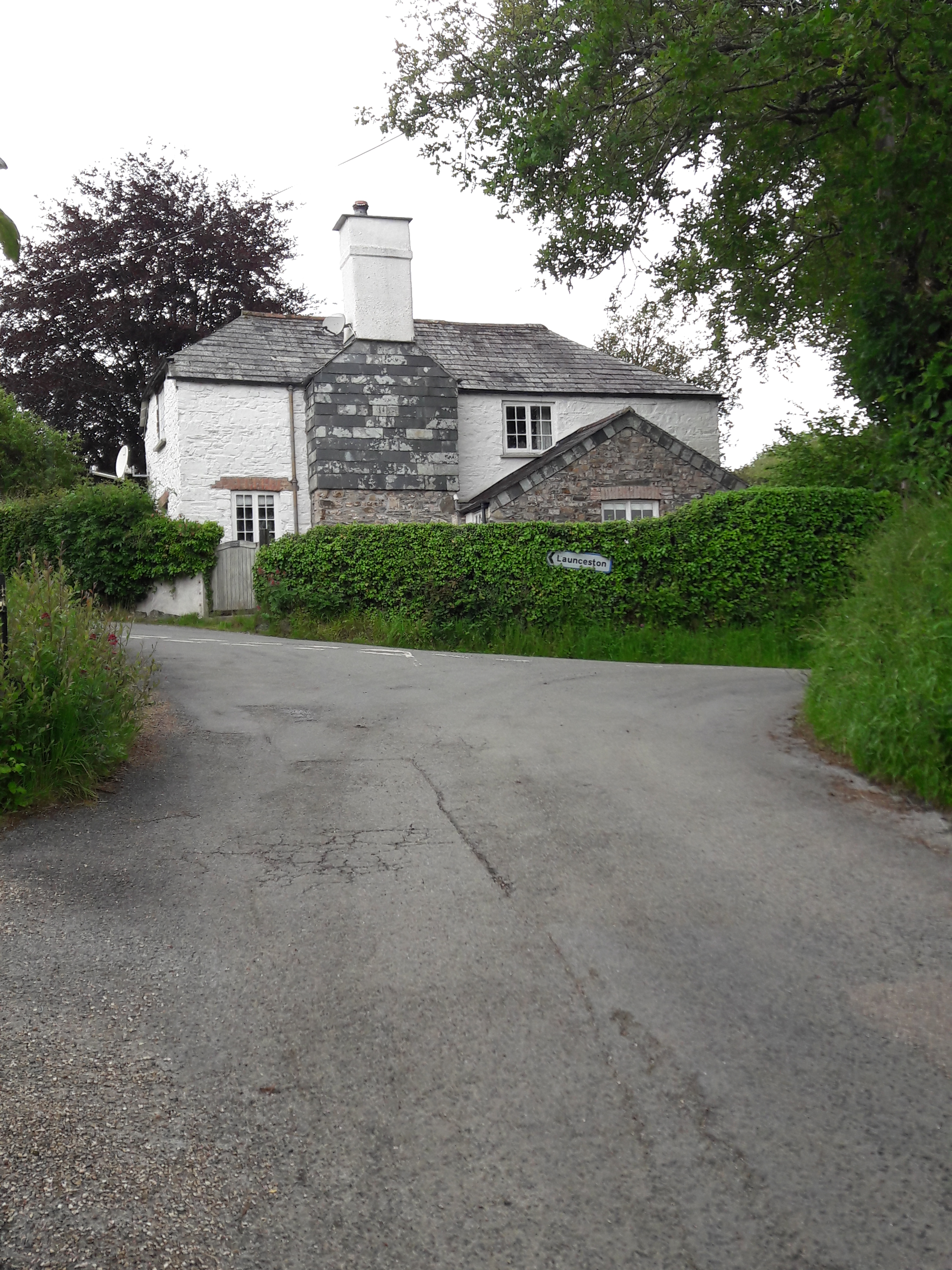

A Fazenda Crossgate é uma casa de fazenda classificada como Grau II na freguesia de Werrington, Cornwall, Inglaterra, Reino Unido. Talvez tenha sido construída no século XVIII, mas foi remodelada no início do século XIX.